# Acontia tetragona
Acontia tetragona är en fjärilsart som beskrevs av Druce. Acontia tetragona ingår i släktet Acontia och familjen nattflyn. Inga underarter finns listade i Catalogue of Life.